# Inferno (1980)
Inferno är en skräckfilm från 1980 regisserad av Dario Argento. Filmen är den andra i Argentos modertrilogi.

## Handling
Handlingen tar åskådaren till New York där poeten Rose Elliot har kommit över en bok kallad De tre mödrarna. Boken är memoarer skrivna av en E. Varelli, arkitekt och alkemist. I boken står det att Varelli fick i uppdrag av tre systrar att bygga tre tillhåll, ett i New York, ett i Rom och ett i Freiburg. För sent upptäcker Varelli vilka systrarna egentligen är men hinner ändå skriva hemligheter om hur man känner igen systrarna och deras boningar innan han spårlöst försvinner. Rose läser boken och börjar mer och mer misstänka att boken inte är fiktion och att hon själv bor i en av Varellis byggnader. Rose börjar undersöka saken närmare och ju mer hon undersöker desto mer övertygad blir hon. Hon ringer därför sin bror Mark som studerar i Rom och ber honom att komma till New York då hon fruktar för sitt liv. Kort därpå besannas hennes rädsla och hon blir brutalt mördad. Kort därefter anländer Mark från Rom och upptäcker att Rose har försvunnit. Mark lyckas få reda på en hel del från boken som Rose lämnat efter sig, tack vare antikhandlaren Kazanian som sålt boken till Rose. En rad brutala mord inträffar under tiden, och det blir Mark som motvilligt får agera filmens hjälte. I slutet tvingas Mark möta Mater Tenebrarum. Mark slipper dock undan henne då hela byggnaden brinner ner och Mater Tenebrarum med den.